# Alan Webb (atleet)
Alan Webb (Ann Arbor, 13 januari 1983) is een voormalige Amerikaanse atleet, die gespecialiseerd was in de middenafstand. Hij is drievoudig Amerikaans kampioen op de 1500 m outdoor (2004, 2005, 2007) en enkelvoudig Amerikaans indoorkampioen op de Eng. mijl (2007). Sinds 2007 heeft hij ook het Noord- en Midden-Amerikaanse record op de mijl in handen met een tijd van 3.46,91. Hij is professional en wordt gesponsord door Nike.

## Loopbaan
Op de Olympische Spelen van 2004 in Athene sneuvelde Webb met 3.41,25 op de 1500 m in de voorrondes. Op de wereldkampioenschappen in 2005 werd hij eveneens negende in 3.41,04.
In 28 juli 2007 won Alan Webb tijdens de Nacht van de Atletiek in Heusden de 800 m in een persoonlijk record van 1.43,84, de op een na snelste wereldtijd van het jaar. Hiermee bombardeerde hij zichzelf gelijk tot een belangrijke kanshebber op eremetaal tijdens de WK in Osaka, die enkele weken later zouden plaatsvinden. Hij kwam echter niet verder dan een achtste plaats op de 1500 m.
Na afloop van de Millrose Games Wannamaker Mile op 15 februari 2014 kondigde Alan Webb zijn afscheid van de atletieksport aan.

## Titels
- Amerikaans kampioen 1500 m - 2004, 2005, 2007
- Amerikaans indoorkampioen 1 Eng. mijl - 2007

## Persoonlijke records
Outdoor
| Onderdeel   | Prestatie       | Datum            | Plaats         |
| ----------- | --------------- | ---------------- | -------------- |
| 800 m       | 1.43,84         | 28 juli 2007     | Heusden-Zolder |
| 1000 m      | 2.20,32         | 11 juni 2005     | New York       |
| 1500 m      | 3.30,54         | 6 juli 2007      | Parijs         |
| 1 Eng. mijl | 3.46,91 (ex-AR) | 21 juli 2007     | Brasschaat     |
| 3000 m      | 7.39,28         | 4 juni 2005      | Eugene         |
| 2 Eng. mijl | 8.11,48         | 4 juni 2005      | Eugene         |
| 5000 m      | 13.10,86        | 4 september 2005 | Berlijn        |
| 10.000 m    | 27.34,72        | 30 april 2006    | Palo Alto      |

Indoor
| Onderdeel   | Prestatie | Datum           | Plaats  |
| ----------- | --------- | --------------- | ------- |
| 800 m       | 1.52,06   | 31 januari 2009 | Fairfax |
| 1500 m      | 3.41,62   | 7 februari 2009 | Boston  |
| 1 Eng. mijl | 3.55,18   | 27 januari 2007 | Boston  |
| 3000 m      | 7.47,19   | 28 januari 2005 | Boston  |

## Palmares

### 1500 m
Kampioenschappen
- 2004:  Amerikaanse kamp. - 3.36,13
- 2005:  Amerikaanse kamp. - 3.41,97
- 2005: 9e WK - 3.41,04
- 2007:  Amerikaanse kamp. - 3.34,82
- 2007: 8e WK - 3.35,69
- 2007: 4e Wereldatletiekfinale - 3.38,84

Golden League-podiumplekken
- 2005:  Weltklasse Zürich – 3.33,40
- 2007:  Meeting Gaz de France – 3.30,54

### 1 Eng. mijl
- 2007:  Amerikaanse kamp. - 4.01,07